# Стройгазконсалтинг
Стройгазконсалтинг — российская компания, специализирующаяся на строительстве и инжиниринге. СГК ведёт обустройство нефтегазоконденсатных месторождений, строительство и капитальный ремонт трубопроводов, автомобильных дорог.
Общая численность специалистов, работающих на предприятиях компании, превышает 25 тыс. человек. Парк машин и механизмов насчитывает более 14 тыс. единиц техники.

## История
Компания была основана в 1996 году.
В 2016 году  ООО «Стройгазконсалтинг» в числе трёх основных подрядчиков ПАО «Газпром», вместе с ООО «Стройгазмонтаж» и АО «СтройТрансНефтеГаз», подписал меморандум о создании Ассоциации строительных организаций газовой отрасли.
В 2018 году на базе активов ООО «Стройгазконсалтинг» создана компания АО «Газстройпром». Запланированная дата ликвидации 31 мая 2023 г.
Организация находится в процессе ликвидации.

## Собственники и руководство
Контроль над компанией находится у Газпромбанка и инвестфонда UCP, в равных долях — по 50 %.
Генеральный директор — Левина Лариса Анатольевна.

## Деятельность
В числе проектов, которые успешно завершены или находятся в стадии реализации:
- обустройство Харвутинской и Анерьяхинской площадей Ямбургского ГКМ, Песцовой площади Уренгойского НГКМ, Находкинского ГМ, Заполярного НГКМ, Киринского ГКМ[15], Бованенковского НГКМ, Харасавэйского ГКМ.[16]
- строительство компрессорной станции «Портовая» МГ «Грязовец — Выборг»[16], головной компрессорной станции Заполярного НГКМ, компрессорных станций на ЦПС-1 и ЦПС-2 Уренгойского НГКМ, компрессорных станций СМГ «Бованенково — Ухта» и СМГ «Ухта — Торжок».
- строительство магистральных газопроводов «Сила Сибири»[17][18], «Бованенково — Ухта», «Ухта — Торжок», «Грязовец — Выборг», «Сахалин — Хабаровск — Владивосток», трубопроводной системы «Восточная Сибирь — Тихий океан» (нефтепровод ВСТО-2)[19], трубопроводной системы «Заполярье — НПС „Пур-Пе“, берегового участка морского газопровода Nord Stream (российский сектор)[20][21], газопровода-отвода к городам Архангельск и Северодвинск.
- строительство Федеральной автодороги „Колыма“[22], нового выхода на МКАД с Федеральной автодороги М-1 „Москва — Минск“, автодороги КС „Воркутинская“ — КС „Ярынская“, технологических и вдольтрассовых проездов трубопроводной системы „Восточная Сибирь — Тихий океан“, автодороги „Териберка — завод СПГ“ (в составе комплексного освоения Штокмановского ГКМ), путепроводов на автодорогах федерального значения А103, А107 и А108, первого пускового комплекса Центральной кольцевой автодороги Московской области.[23][24][25]
- строительство железной дороги Обская — Бованенково[26], Замоскворецкой линии Московского метрополитена от ст. „Речной вокзал“ до ст. „Ховрино“[27][28][29], комплексное развитие Мурманского транспортного узла.[30][31][32]
- строительство административных зданий, спортивных сооружений, жилых домов, общежитий и гостиниц в городах и посёлках Крайнего Севера и других регионах России.